# قناع أكسجين

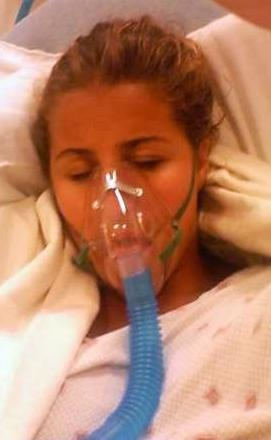
قناع أكسجين موضوع على مريضة في قسم الإسعاف.

يزود قناع الأكسجين طريقة لتنفس الأكسجين من خزان إلى الرئتين
من الممكن لقناع الأكسجين أن يغطي الأنف الفم، أو يغطي الوجه كاملاً. وقد يصنع من مادة البلاستيك، السيليكون، أو المطاط.

## قناع الأكسجين البلاستيكي الطبي
تستخدم الأقنعة البلاستيكية بشكل رئيسي في مجال العناية الطبية لتزود المريض بالأكسجين وذلك لأنها رخيصة الثمن وخفيفة الوزن، كما أن الأقنعة الشفافة تسمح برؤية الوجه وذلك يسمح بالإطلاع على حالة المريض دون الحاجة لنزع القناع.

## وصلات خارجية
- شرح أحد منتجات الأقنعة البلاستيكية على يوتيوب